# Lekarz weterynarii

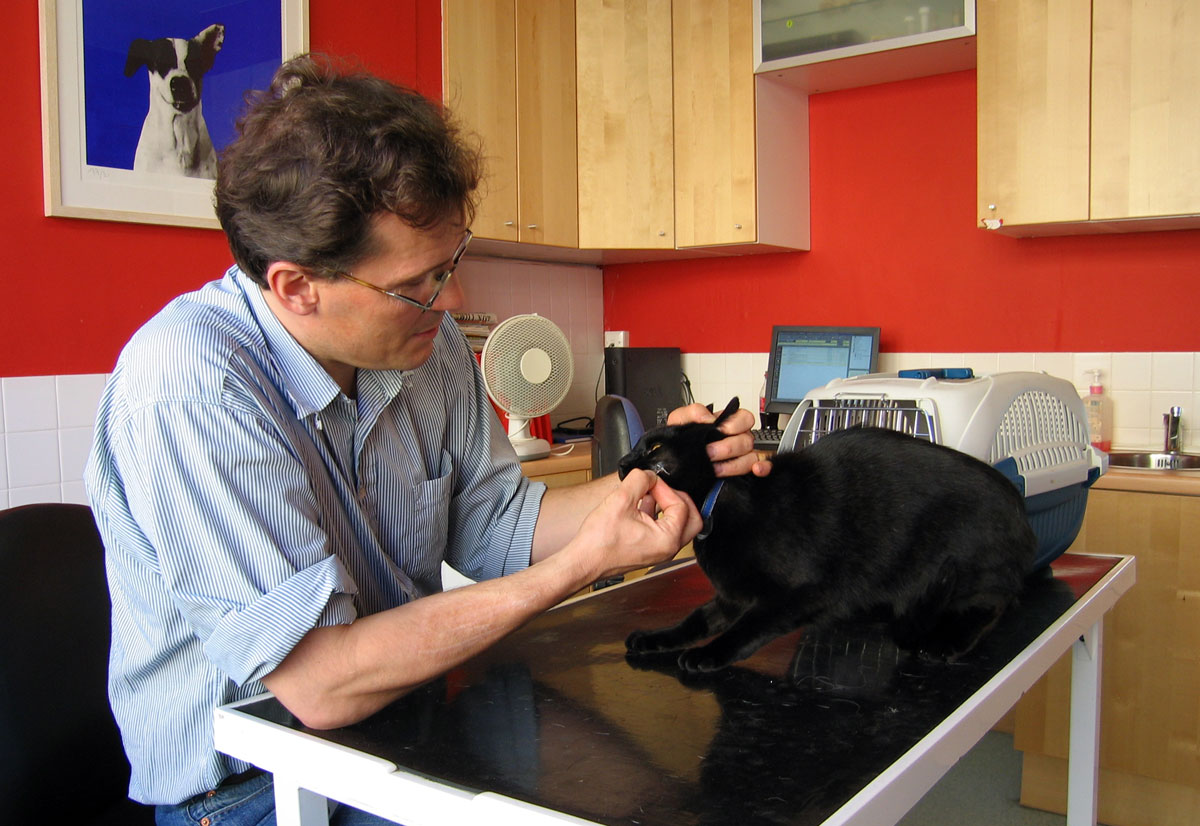
Lekarz weterynarii przy pracy

Lekarz weterynarii (pot. weterynarz) – przedstawiciel jednej z trzech nauk lekarskich (obok medycyny i stomatologii). W Polsce tytuł zawodowy lekarza weterynarii posiadają osoby, które ukończyły jednolite studia magisterskie na kierunku weterynaria. Prawo do wykonywania zawodu lekarza weterynarii w Polsce nadaje okręgowa izba lekarsko-weterynaryjna. Lekarze weterynarii mają uprawnienia m.in. do badania i leczenia zwierząt oraz do kontroli środków spożywczych pochodzenia zwierzęcego.

## Zadania lekarza weterynarii
Do uprawnień lekarza weterynarii należy:
- badanie stanu zdrowia zwierząt
- rozpoznawanie, zapobieganie i zwalczanie chorób zwierząt
- leczenie zwierząt
- udzielanie porad i konsultacji
- pielęgnacja zwierząt
- wydawanie opinii i orzeczeń
- wykonywanie czynności związanych z określeniem zdolności rozrodczych zwierząt i ich zaburzeń oraz biotechniką rozrodu
- wykonywanie detalicznego obrotu produktami leczniczymi weterynaryjnymi, paszami leczniczymi oraz wyrobami medycznymi przeznaczonymi dla zwierząt, na zasadach określonych w odrębnych przepisach
- wypisywanie recept lekarskich na leki gotowe, apteczne czy też leki recepturowe przeznaczone dla zwierząt
- wykonywanie badań laboratoryjnych i innych badań diagnostycznych
- usypianie zwierząt, jeśli uzna, że choroba, na którą zwierzę cierpi, jest nieuleczalna, bądź uleczenie jej będzie dla zwierzęcia zbyt dużym cierpieniem.

Aby wykonywać pracę lekarza weterynarii, trzeba oprócz ukończonych studiów wyższych na danym kierunku, uzyskać prawo wykonywania zawodu, które na wniosek zainteresowanego wydaje właściwa dla miejsca zamieszkania okręgowa rada lekarsko-weterynaryjna. W Polsce zawód lekarza weterynarii podlega ustawie o zawodzie lekarza weterynarii.
W pracy lekarza weterynarii, oprócz wiedzy zdobytej na studiach, ważne są odpowiednie predyspozycje osobowościowe, zwłaszcza u lekarzy zajmujących się leczeniem małych zwierząt domowych, jak psy i koty. Praca w zakładach leczniczych dla zwierząt związana jest z dużym kontaktem z właścicielami zwierząt, którzy muszą zaufać weterynarzowi i współpracować z nim podczas leczenia zwierzęcia.

## Tekst Przyrzeczenia Lekarza Weterynarii
Jest to tekst będący integralną częścią Kodeksu Etyki Lekarza Weterynarii.
Treść przysięgi „Jako lekarz weterynarii przyrzekam, że w zgodzie z mym powołaniem, w trakcie pełnienia obowiązków zawodowych będę postępował sumiennie i zgodnie z aktualną wiedzą weterynaryjną, strzegł godności zawodu, przyczyniał się w miarę możliwości do postępu nauk weterynaryjnych, a także wykonywał obowiązki wynikające z przepisów prawa oraz zasad Kodeksu Etyki Lekarza Weterynarii.”

## Historia zawodu
Za pierwszego w historii lekarza weterynarii uważa się Urlugaledinna, wymienianego w zapiskach sprzed 3000 p.n.e. z Mezopotamii jako osoby leczącej zwierzęta. Kolejnych przełomów w tej dziedzinie dokonywali również i pionierzy medycyny – jak Hipokrates, czy filozofowie jak Arystoteles, czy też wynalazcy jak John Boyd Dunlop.
Pierwsza lecznica dla zwierząt powstała w III w. p.n.e. w Indiach za panowania króla Aśoki. Przełomowymi były również średniowieczne dzieła: Canon medicinae Avicenny czy Anatomia del cavallo Carlo Ruiniego.
Najstarszą książką weterynaryjną w języku polskim jest Sprawa a lekarstwa końskie przez Conrada, królewskiego kowala, doświadczone: nowo s pilnosczią przełożone, a najpierwej o poznaniu konia (wyd. Florian Ungler, Kraków, 1532), prawdopodobnie przetłumaczona z języka czeskiego.
Pierwszą kobietą lekarzem weterynarii w Polsce była Helena Jurgielewicz.
Za patrona lekarzy weterynarii uważany jest w Polsce św. Eligiusz.

## Kształcenie lekarzy weterynarii w Polsce
Medycyna weterynaryjna nauczana jest w Polsce wyłącznie w formie studiów jednolitych trwających 5,5 roku (wyjątek od Deklaracji Bolońskiej), które kończą się nadaniem tytułu lekarza weterynarii (równorzędnego z tytułem zawodowym magistra). Uprawnienia do kształcenia lekarzy weterynarii posiadają uczelnie:
| Uczelnia                                                                       | Wydział lub Instytut                                 | Uwagi |
| ------------------------------------------------------------------------------ | ---------------------------------------------------- | ----- |
| Uniwersytet Przyrodniczy w Lublinie                                            | Wydział Medycyny Weterynaryjnej                      |       |
| Uniwersytet Warmińsko-Mazurski w Olsztynie                                     | Wydział Medycyny Weterynaryjnej                      |       |
| Szkoła Główna Gospodarstwa Wiejskiego w Warszawie                              | Wydział Medycyny Weterynaryjnej                      |       |
| Uniwersytet Przyrodniczy we Wrocławiu                                          | Wydział Medycyny Weterynaryjnej                      |       |
| Uniwersytet Przyrodniczy w Poznaniu                                            | Wydział Medycyny Weterynaryjnej i Nauk o Zwierzętach |       |
| Uniwersytet Jagielloński, Uniwersytet Rolniczy im. Hugona Kołłątaja w Krakowie | Uniwersyteckie Centrum Medycyny Weterynaryjnej       |       |
| Uniwersytet Mikołaja Kopernika w Toruniu                                       | Instytut Medycyny Weterynaryjnej                     |       |

## Specjalizacje lekarsko-weterynaryjne
Tytuł specjalisty w danej dziedzinie weterynarii nadaje się lekarzowi weterynarii, który:
- wykonywał przez co najmniej dwa lata zawód lekarza weterynarii,
- ukończył szkolenie specjalizacyjne według programu ustalonego dla danej specjalności,
- zdał egzamin specjalizacyjny.

Specjalizację przyznaje Komisja do Spraw Specjalizacji Lekarzy Weterynarii
Obecnie specjalizacje weterynaryjne prowadzone są przez:
- Weterynaryjne Centrum Kształcenia Podyplomowego Państwowego Instytutu Weterynaryjnego w Puławach
- Wydział Medycyny Weterynaryjnej UP w Lublinie
- Wydział Medycyny Weterynaryjnej Uniwersytetu Warmińsko-Mazurskiego w Olsztynie
- Wydział Medycyny Weterynaryjnej UP we Wrocławiu
- Wydział Medycyny Weterynaryjnej SGGW w Warszawie.

Dziedziny, z których lekarz weterynarii może otrzymać specjalizację:
- Choroby przeżuwaczy
- Choroby koni
- Choroby trzody chlewnej
- Choroby psów i kotów
- Choroby drobiu
- Choroby zwierząt futerkowych
- Użytkowanie i patologia zwierząt laboratoryjnych
- Choroby ryb
- Choroby owadów użytkowych
- Choroby zwierząt nieudomowionych
- Rozród zwierząt
- Chirurgia weterynaryjna
- Radiologia weterynaryjna
- Prewencja weterynaryjna i higiena pasz
- Higiena zwierząt rzeźnych i żywności pochodzenia zwierzęcego
- Weterynaryjna diagnostyka laboratoryjna
- Epizootiologia i administracja weterynaryjna
- Choroby ptaków ozdobnych i gołębi
- Dobrostan zwierząt